# Prémio Nórdico da Academia Sueca
O Prémio Nórdico da Academia Sueca – em sueco Svenska Akademiens nordiska pris – é um prémio instituído em 1986 pela Academia Sueca quando esta comemorou 200 anos de existência.
É financiado pelo fundo doado por Karin e Karl Ragnar Gierow.

Este prémio - no valor de 400 000 coroas suecas (2015) - é atribuído anualmente a uma personalidade dos Países Nórdicos, que se notabilize nos domínios de interesse da Academia Sueca.

## Galardoados
Atualizado a 5 de outubro de 2023 
- 2022 -	Naja Maria Aidt, Dinamarca
- 2021 - Eldrid Lunden, Noruega
- 2020 -	Rosa Liksom, Finlândia
- 2019 -	Karl Ove Knausgård, Noruega
- 2018 - Agneta Pleijel, Suécia
- 2017 - Dag Solstad, Noruega
- 2016 - Monika Fagerholm, Finland
- 2015 - Thomas Bredsdorff, Dinamarca
- 2014 - Lars Gustafsson, Suécia
- 2013 - Sofi Oksanen, Finland
- 2012 - Einar Már Guðmundsson, Islândia
- 2011 - Ernst Håkon Jahr, Noruega
- 2010 - Per Olov Enquist, Suécia
- 2009 - Kjell Askildsen, Noruega
- 2008 - Sven-Eric Liedman, Suécia
- 2007 - Jon Fosse, Noruega
- 2006 - Pia Tafdrup, Dinamarca
- 2005 - Göran Sonnevi, Suécia
- 2004 - Guðbergur Bergsson, Islândia
- 2003 - Lars Norén, Suécia
- 2002 - Torben Brostrøm, Dinamarca
- 2001 - Willy Kyrklund, Suécia
- 2000 - Lars Huldén, Finland
- 1999 - Klaus Rifbjerg, Dinamarca
- 1998 - Lars Forssell, Suécia
- 1997 - Bo Carpelan, Finland
- 1996 - Arne Næss, Noruega
- 1995 - Lars Ahlin, Suécia
- 1994 - Inger Christensen, Dinamarca
- 1993 - Paavo Haavikko, Finland
- 1992 - Thor Vilhjálmsson, Islândia
- 1991 - Tomas Tranströmer Suécia
- 1990 - Henrik Nordbrandt, Dinamarca
- 1989 - Rolf Jacobsen, Noruega
- 1988 - Nils Erik Enkvist, Finland
- 1987 - William Heinesen, Ilhas Feroé
- 1986 - Villy Sørensen, Dinamarca

## Galeria

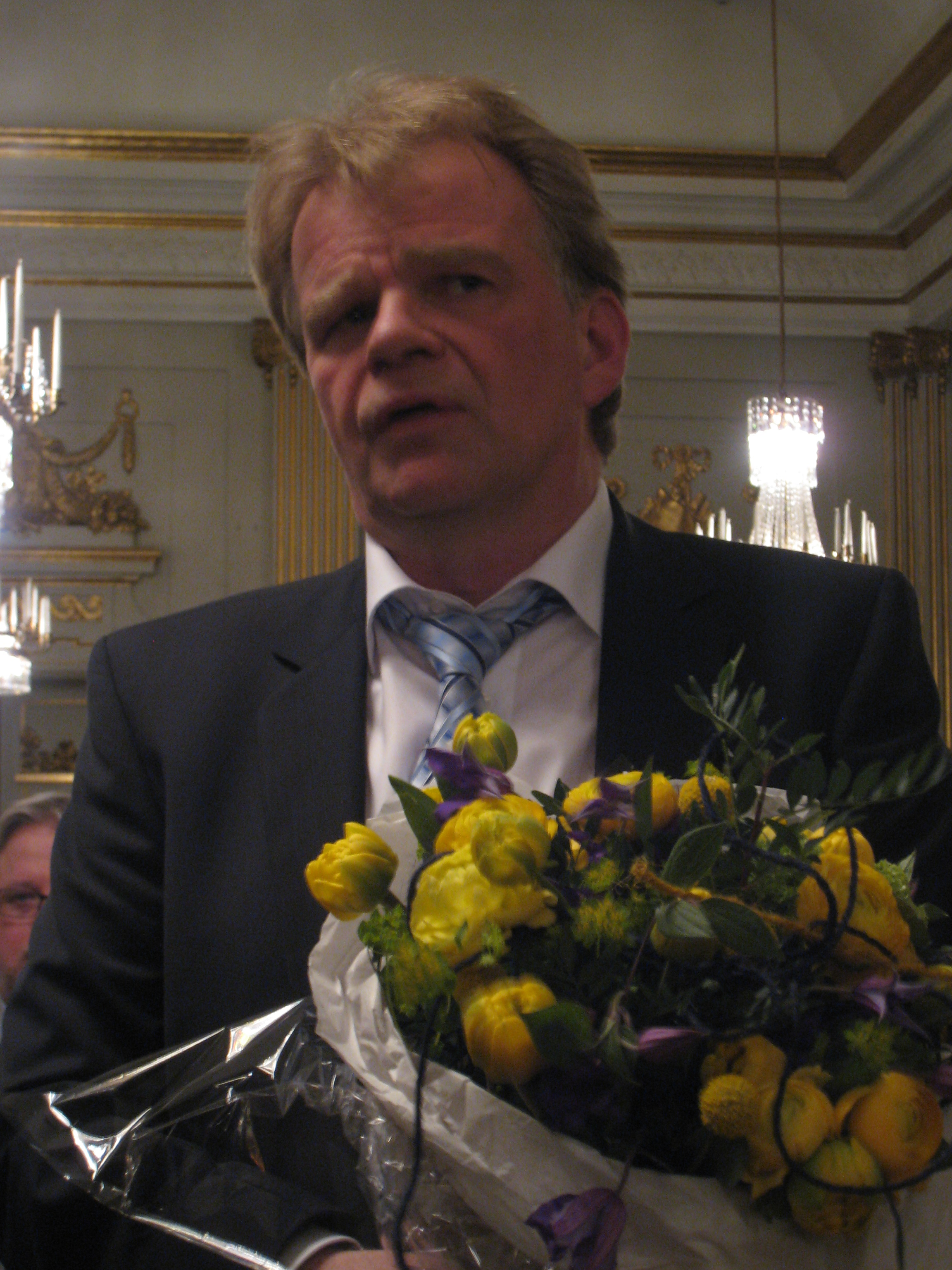
O escritor islandês Einar Már Guðmundsson (2012)
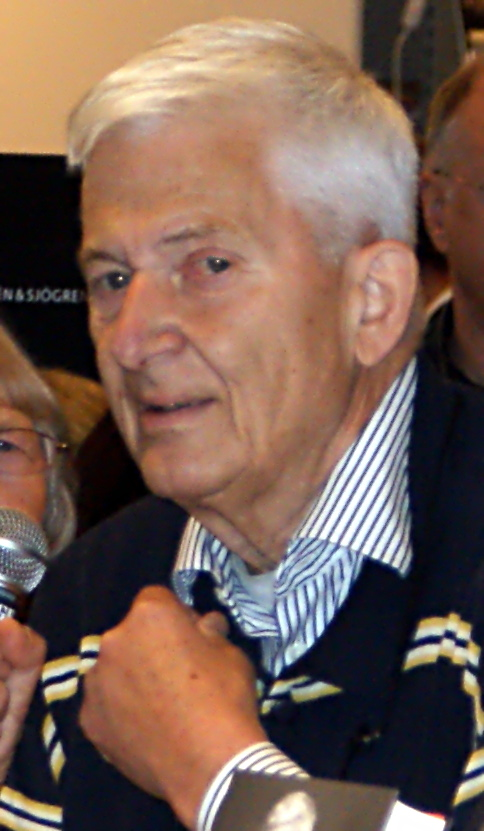
O escritor sueco Per Olov Enquist (2010)
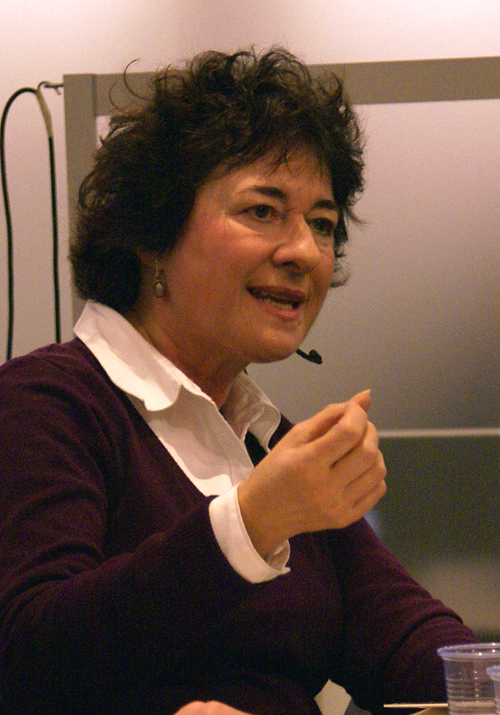
A escritora dinamarquesa Pia Tafdrup   (2006)
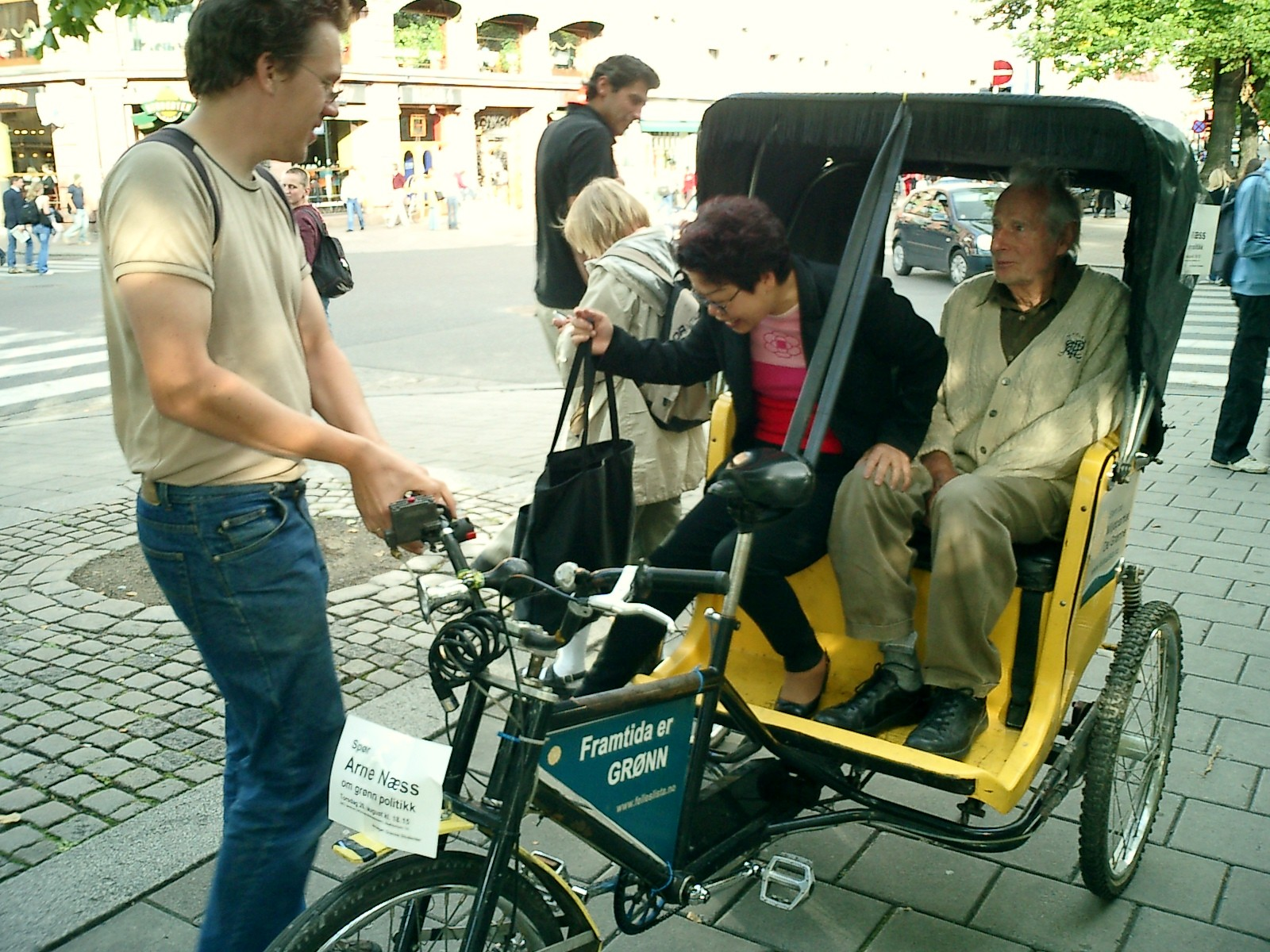
O escritor norueguês Arne Naess (1996)